# سان مانجو سول كالور
سان مانجو سول كالور هي كومونا في مقاطعة أفيلينو في منطقه كامبانيا في جنوب إيطاليا

## جغرافية
تقع شرق مدينه نابولي وشمال مدينه ساليرنو، وهي على بعد حوالي عشرين كيلومترًا من مدينة أفيلينو. في مكان قريب، مونت تورو المغطاة بالغابات الكثيفة وهنالك يوجد اليرامع وتشكيله متنوعة من أنواع الفطر مثل البورسيني والكمأ الأسود والبويضات والكيوديني.
يحد البلديه Castelvetere sul Calore و Chiusano di San Domenico و Lapio و Luogosano و Paternopoli وTaurasi .

## تاريخ
بونتي رومانو ("الجسر الروماني")، المعروف محليًا باسم Ponte del Diavolo أو Ponte di Annibale ، هو أقدم مبنى في سان مانجو من صنع البشر وتم بناؤه حوالي 100 عام قبل الميلاد. يتكون الجسر من الطوب وقذائف الهاون والحصى المأخوذة من نهر كالور الذي يتدفق من تحته. كان جزءًا من طريق نابوليتانا القديم الذي كان يمر بكنيسة سانت آنا ويمتد إلى نهر كالور. انتهى الطريق بالتقائه مع طريق أبيان، الطريق الروماني القديم الذي كان يمتد من روما إلى برينديزي.
تشير سجلات جزيرة إليس إلى أن الولايات المتحدة استقبلت مهاجرين من سان مانجو في وقت مبكر من عام 1896.
تم تدمير سان مانجو سول كالور بالكامل بسبب زلزال إيربينيا عام 1980 . تمت إعادة البناء من خلال إنشاء مجموعة من المنازل المعروفة باسم فيلاجيو كنديز أو القرية الكندية. سمي على اسم جهود جمع الأموال من الإيطاليين الكنديين.